# Ngawen (Muntilan)
Ngawen is een bestuurslaag in het regentschap Magelang van de provincie Midden-Java, Indonesië. Ngawen telt 3415 inwoners (volkstelling 2010).